# Čadež
Čadež [čádež] je pogostejši priimek v Sloveniji, ki ga je po podatkih Statističnega urad Republike Slovenije na dan 31. decembra 2008 uporabljalo 535 oseb in je bil med vsemi priimki na ta dan po pogostnosti uporabe uvrščen na 545. mesto, na dan 1. januarja 2011 pa 532 oseb in je bil uvrščen na 551. mesto.

## Znani nosilci priimka
- Adolf Ivan Čadež (1871–1948), frančiškan, nabožni pisec in vzgojeslovni publicist
- Andrej Čadež (*1942), fizik, astrofizik, univ. profesor
- Anton Čadež (1870–1961), duhovnik, katehet, publicist
- Boštjan Čadež - "FŠK" (*1979), intermedijski (računalniški avdiovizualni) umetnik
- Cvetka Čadež (1919–2006), kegljavka
- Danilo Čadež (*1932), pevec tenorist, zborovodja, skladatelj
- David Čadež, tenorist, muzikolog
- Dragica Čadež (*1940), kiparka in keramičarka, likovna pedagoginja
- Fran Čadež (1882–1945), fizik, profesor
- Franc Čadež (*1949), hidrogeolog
- Ivanka Čadež (*1938), pisateljica
- Iztok Čadež (*1945), (astro-)fizik
- Janez Čadež (*1946), ekonomist, direktor Televizije Slovenija
- Lovrenc Čadež (16.stol.–1582), humanist, teolog
- Maks Čadež (1875–94), pesnik
- Marijan Čadež (17.stol.–1718), glasbenik
- Marijan Čadež (1912–2009), meteorolog, univ. profesor v Beogradu
- Matjaž Čadež (*1946), fizik, tehnološki podjetnik
- Milan Čadež (*1966), politik
- Mišo Čadež (1948–2017), TV-snemalec, direktor fotografije, režiser
- Nada Čadež Novak (1920–2009), geologinja, prva slovenska speleologinja in hidrologinja
- Neža Čadež, jazz-pevka
- Polona Čadež (*1947), kemičarka, mikrobiologinja
- Simon Čadež, ekonomist
- Stanko Čadež, arheolog
- Špela Čadež (*1977), filmska animatorka, režiserka in producentka
- Tatjana Hodnik Čadež (*1968), pedagogičarka matematike
- Tilen Čadež, fizik
- Tomaž Čadež, podobar (19.stol.)
- Uroš Čadež, inovator, podjetnik
- Vesna Čadež (*1976), slikarka, videastka, animatorka
- Viktor Čadež (1885–1968), duhovnik, glasbeni urednik, dekan
- Vladimir Čadež (1911–1994), gradbenik
- Vladimir M.(išo) Čadež (*1940), astrofizik (Beograd)
- Vladimir Čadež, pevec tenorist; ravnatelj GŠ Nova Gorica
- Zvone Čadež (*1967), dr. kemije, odstavljeni direktor URI Soča